# Miles Away/The Truth is
Miles Away/The Truth is es una canción del grupo inglés de música electrónica Depeche Mode compuesta por David Gahan, publicada en el álbum Sounds of the Universe de 2009.

## Descripción
Más que las otras composiciones del cantante, aun en sus álbumes solistas, es el tema más comprometido con un sonido de auténtico y tradicional rock, con sólo algunos elementos dispersos de acompañamiento sintético, que quedan bastante relegados por la guitarra eléctrica de Martin Gore, salvo un complementario efecto de zumbido, aunque en realidad la guitarra está trastocada por los sintetizadores.
La musicalización es cargada, pero muy rítmica, y sobre todo muy rock, prácticamente la más estridente que ha realizado el vocalista no sólo para DM sino en todas sus composiciones, aún las de sus discos solistas, con una cierta cualidad muy country en la guitarra de Gore, consiguiendo un peculiar ejercicio de electroacústico tendente al lado más orgánico del grupo. Ahora bien, hasta donde se sabe Gahan sólo escribe la letra mientras Christian Eigner y Andrew Phillpott son los responsables de la música.
Ciertamente muestra de modo muy claro las tendencias del cantante al ser un tema tan rock, además de un acercamiento a las formas de la música norteamericana como ya antes había dejado patente cuando influyó discretamente en la creación del álbum Songs of Faith and Devotion de 1993, aunque desde luego Miles Away no se parece en nada a los temas de aquel disco.
Sobre el nombre compuesto para el tema, de los pocos en la discografía de DM tan sólo con los de los lados B Oberkorn (It's a Small Town) y (Set Me Free) Remotivate Me, aparentemente se debió a la indecisión de cual de las dos frases del tema era la que mejor lo representaba, y como curiosidad en la letra se pronuncian al revés que como en el título, “The Truth is, You're Miles Away”. En general se le está conociendo sólo como Miles Away.
La letra de Gahan es muy cínica acerca de la condición emocional del ser humano, una descarada declaración de amor a la vez que un lamento por lo inalcanzable que puede ser alguien, repitiendo con cierto enfado y pasión en su coro “La verdad es, Tú estás Más Allá”.
En la gira Tour of the Universe se rotaba con el tema Come Back, también de Gahan, y además compartían la misma proyección de fondo dirigida por Anton Corbijn en la cual aparecía una vista de estrellas que iban perdiéndose mientras en la esfera común a todas las proyecciones de esa gira se veía un globo terráqueo girando, aunque para este tema fue sólo una versión corta de la proyección, pues para Come Back tenía una segunda sección en blanco y negro.

## En directo
La canción estuvo presente durante la gira Tour of the Universe, aunque no en todas las fechas pues se rotaba con el tema Come Back del mismo Gahan, aunque muy al contrario de aquella en escenarios resultaba una de las funciones más rock, aun y cuando paradójicamente compartían la misma proyección de fondo.
- Datos: Q5642867